# Warwara Jakowlewa (komunistka)
Warwara Nikołajewna Jakowlewa, ros. Варвара Николаевна Яковлева (ur. 1885 w Moskwie, rozstrzelana 11 września 1941 pod Orłem) – rosyjska komunistka, działaczka partii bolszewickiej.

## Życiorys
Urodziła się w Moskwie w rodzinie mieszczańskiej, w roku 1904 wstąpiła do SDPRR (frakcja bolszewików). Na VI zjeździe SDPRR (b) w sierpniu 1917 wybrana na zastępcę członka Komitetu Centralnego, funkcję pełniła do 23 lutego 1918, kiedy to zrezygnowała na znak protestu przeciw traktatowi brzeskiemu. Od marca 1918 działała w moskiewskim oddziale Czeki, w roku następnym została przeniesiona do Ludowego Komisariatu Aprowizacji i współorganizowała rekwizycje żywności na terenie kraju.
W sporze o rolę związków zawodowych w państwie (1920–1921) poparła stanowisko Nikołaja Bucharina. Mimo wcześniejszych różnic politycznych z Lwem Trockim w październiku 1923 podpisała zredagowany przez niego list otwarty do członków WKP(b) – tzw. Deklarację 46, z propozycjami zmian w systemie funkcjonowania partii bolszewickiej proponowanych przez Lewicową Opozycję.
Od 1922 do 1929 pracowała w Ludowym Komisariacie Edukacji RFSRR, ostatecznie jako wicekomisarz oświaty RFSRR. W 1929 została Ludowym Komisarzem Finansów RFSRR. W okresie „wielkiej czystki” aresztowana 12 września 1937 przez NKWD. W marcu 1938 uczestniczyła jako świadek w pokazowym trzecim procesie moskiewskim (Nikołaj Bucharin, Aleksiej Rykow i inni). 14 maja 1938 skazana przez Kolegium Wojskowe Sądu Najwyższego ZSRR z art 58 kk za szkodnictwo i terror na 20 lat więzienia i konfiskatę mienia. Karę odbywała w politizolatorze w Orle. Po ataku III Rzeszy na ZSRR w sytuacji ofensywy Wehrmachtu na Moskwę zasądzona zaocznie na wniosek Stalina przez Kolegium Wojskowe SN ZSRR na śmierć i rozstrzelana wraz z innymi więźniami politycznymi z Orła (Maria Spiridonowa, Chrystian Rakowski i in.) w ramach egzekucji w lesie Miedwiediewskim przeprowadzonych przez NKWD.
W 1958 została zrehabilitowana.
22 marca 1933 odznaczona Orderem Lenina.